# Visby Fängelse
Se Anstalten Visby för den nutida anstalten.

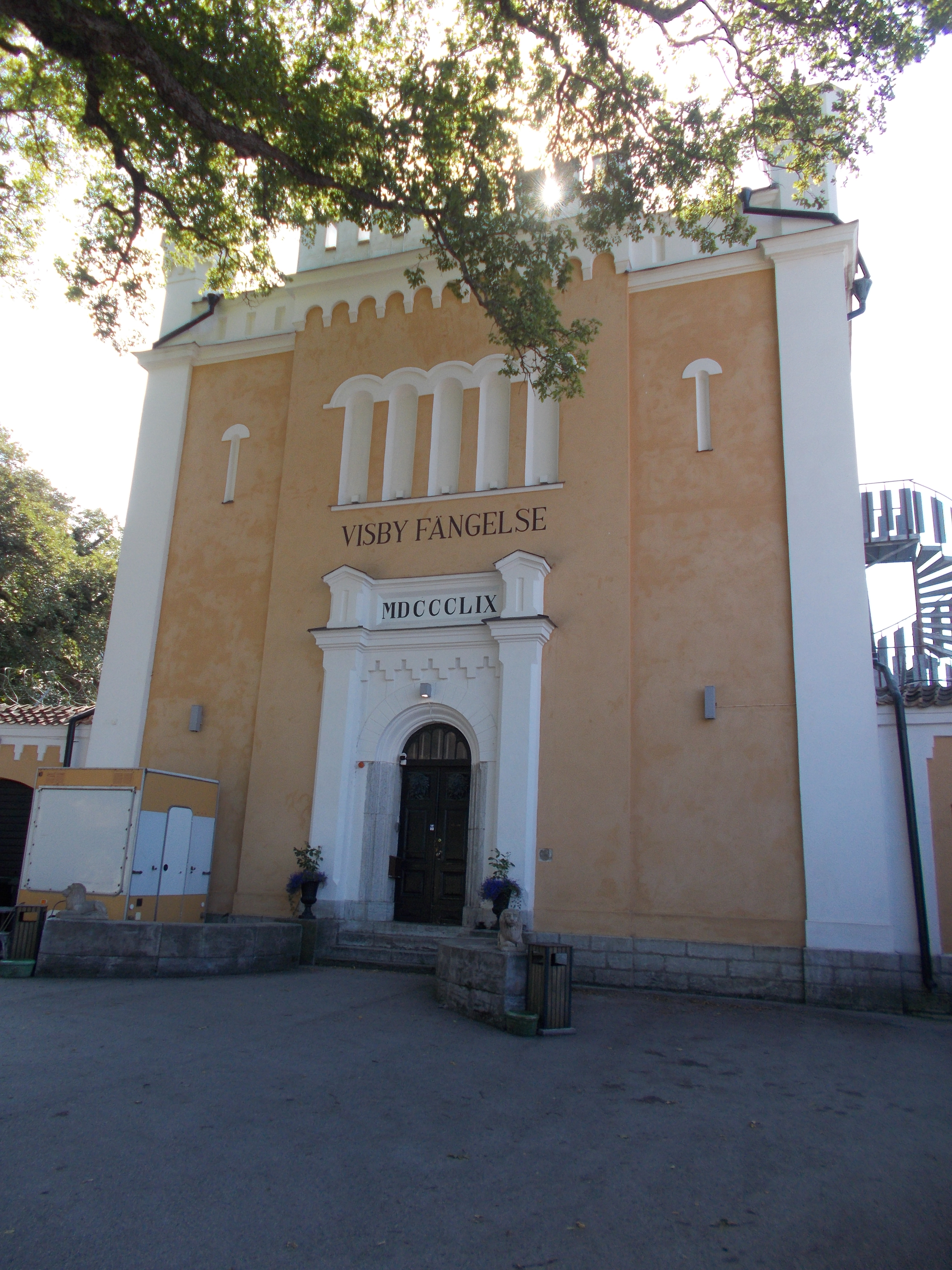
Visby fängelse används numera som vandrarhem.

Visby Fängelse är ett före detta fängelse i Visby, som byggdes 1857. Byggnaden är sedan 1998 vandrarhem.
Visby fängelse byggdes i Visby hamn 1857, och togs i bruk två år senare. Byggnaden kännetecknades bland annat av sju skorstenar, en siluett synlig för inkommande skepp, och kallades i folkmun för "Sjumastarn". Byggnaden uppfördes i tre våningar och källare med totalt 34 celler. Det var från början ett länsfängelse, men efter fängelsereformen 1911 ändrades funktionen till kronohäkte, och blev senare en kriminalvårdsanstalt.
Den sista fången släpptes ut 1998, och fängelset ersattes då av den 1973 byggda anstalten Visby vid Norra Hansegatan.
Vid fängelsets avveckling 1998 gjordes byggnaden om till vandrarhem.

## Extern webbplats
- Vandrarhemmets officiella webbplats